# Tân Tây Ban Nha
Phó vương quốc Tân Tây Ban Nha (tiếng Tây Ban Nha: Virreinato de Nueva España phát âm tiếng Tây Ban Nha: [βirejˈnato ðe ˈnweβa esˈpaɲa] ⓘ) là vùng lãnh thổ thiết yếu của Đế quốc Tây Ban Nha, được thành lập bởi nhà Habsburg Tây Ban Nha. Nó bao phủ một khu vực rộng lớn bao gồm các vùng lãnh thổ ở Bắc Mỹ, Nam Mỹ, Châu Á và Châu Đại Dương. Thuộc địa được thành lập năm 1521 sau khi thành Tenochtitlan thất thủ, sự kiện quyết định của cuộc chinh phạt Mexico, và là bàn đạp để Tây Ban Nha tiếp tục bành trướng lên bắc và xuống nam. Nó được chính thức công nhận vào ngày 18 tháng 8 năm 1521 là một vương quốc (reino), đầu tiên trong bốn Phó vương quốc mà Tây Ban Nha lập ra ở Châu Mỹ. Phó vương đầu tiên của thuộc địa là Antonio de Mendoza y Pacheco, đóng đô ở Thành phố Mexico trên đống tro tàn của thành Tenochtitlan.
Lãnh thổ của phó vương quốc bao gồm Mexico và các tiểu bang của Mỹ như California, Nevada, Colorado, Utah, New Mexico, Arizona, Texas, Oregon, Washington, Florida và một phần của Idaho, Montana, Wyoming, Kansas, Oklahoma, Alabama, Mississippi, và Louisiana; phần phía tây nam của British Columbia thuộc Canada ngày nay; Đô đốc phủ Guatemala (bao gồm các quốc gia hiện tại là Guatemala, Belize, Costa Rica, El Salvador, Honduras, Nicaragua và bang Chiapas của Mexico); Đô đốc phủ Cuba (Cuba hiện tại, Cộng hòa Dominica, Puerto Rico, Trinidad và Tobago); và Đô đốc phủ Philippine (bao gồm Philippines, đảo Guam, Quần đảo Bắc Mariana, Quần đảo Caroline, Liên bang Micronesia, Palau, Quần đảo Marshall và Formosa thuộc Tây Ban Nha ở phía bắc Đài Loan ngày nay và trong một thế kỷ, bao gồm cả đảo Tidore và Hồi quốc Ternate bị chiếm đóng trong một thời gian ngắn, đều ở Indonesia ngày nay).
Tồn tại các vương quốc khác của Đế quốc Tây Ban Nha giáp Tân Tây Ban Nha và chúng đều được trao quyền bầu đại diện cao cấp nhất trình lên nhà vua. Các vương quốc này độc lập khỏi Tân Tây Ban: Nueva Galicia (1530), Đô đốc phủ Guatemala (1540), Nueva Vizcaya (1562), Tân vương quốc León (1569), Santa Fe de Nuevo México (1598), Nueva Extremadura (1674) và Nuevo Santander (1746). Tân Tây Ban Nha được tổ chức thành các capitanía general (tạm dịch: đô đốc phủ) bao gồm: Đô đốc phủ Philippines (1574), Đô đốc phủ Cuba, Đô đốc phủ Puerto Rico và Đô đốc phủ Santo Domingo. Các vương quốc độc lập và các phân khu lãnh thổ đều có các thống đốc và tướng lĩnh riêng (ở Tân Tây Ban Nha chính là phó vương). Ở Guatemala, Santo Domingo và Nueva Galicia, các quan chức này được gọi là thống đốc chủ trì, vì họ thường yết kiến trước hoàng gia.
Có hai bất động sản lớn ở Tân Tây Ban Nha. Quan trọng nhất là thuộc về Hầu tước Thung lũng Oaxaca, tài sản của Hernán Cortés và con cháu của ông, bao gồm một loạt các vùng đất rộng lớn, nơi các hầu tước có quyền hạn phán xét việc dân sự và hình sự, và quyền cấp đất, nước và rừng, trong số đó đều là tài sản của các hầu tước (trang trại gia súc, nông nghiệp, nhà máy đường và cảng đóng tàu). Bất động sản khác là của Công tước Atlixco, được vua Philip V cấp cho ông Jose Sarmiento de Valladares, cựu phó vương của Tân Tây Ban Nha kết hôn với Nữ bá tước Moctezuma (dòng dõi quý tộc Aztec), với quyền phán dân sự và hình sự đối với lãnh thổ Atlixco, Tepeaca, Guachinango, Tula de Allende.
Tân Tây Ban Nha cho thấy sự phân chia khu vực cao, phản ánh tác động của khí hậu, địa hình, sắc tộc bản địa và tài nguyên khoáng sản. Các khu vực của miền trung và miền nam Mexico có dân số bản địa dày đặc với tổ chức xã hội, chính trị và kinh tế phức tạp. Khu vực phía bắc Mexico, khu vực dân cư bản địa du mục và bán du mục, thường không có lợi cho các khu định cư dày đặc, nhưng việc phát hiện ra bạc ở Zacatecas vào những năm 1540 đã thu hút sự định cư ở đó để khai mỏ. Khai thác bạc không chỉ trở thành đầu tàu của nền kinh tế Tân Tây Ban Nha, mà còn khiến Tây Ban Nha giàu có hơn và làm thay đổi nền kinh tế toàn cầu. Tân Tây Ban Nha là điểm dừng chân của cuộc giao thương với Philippine, khiến vương quốc này trở thành một mối liên kết quan trọng giữa thuộc địa ở Tân thế giới của Tây Ban Nha và thuộc địa châu Á của nó.

## Lịch sử
Phó vương quốc Tân Tây Ban Nha được thành lập năm 1535 sau khi lật đổ Đế quốc Aztec và tồn tại cho đến năm 1821. Đây là một trong hai phó vương quốc được người Tây Ban Nha thành lập ở Tân thế giới (cái còn lại là Phó vương quốc Peru ở Nam Mỹ). Trong thế kỷ 18, hai phó vương quốc khác cũng được người Tây Ban Nha thành lập là Phó vương quốc Tân Granada và Phó vương quốc Rio de la Plata.
Năm 1821, México và các nước Trung Mỹ giành được độc lập từ tay Tây Ban Nha. Những bộ phận còn lại của Phó vương quốc tiếp tục ở lại với Tây Ban Nha cho đến khi cuộc chiến tranh Mỹ-Tây Ban Nha nổ ra năm 1898 và Tây Ban Nha mất nốt những thuộc địa cuối cùng cho Hoa Kỳ.

## Phạm vi lãnh thổ
Tân Tây Ban Nha bao gồm các vùng lãnh thổ ở phía bắc nước ngoài "Septentrion", từ Bắc Mỹ và Caribe, đến Philippines, Mariana và quần đảo Caroline. Ở mức độ lớn nhất, vương thất Tây Ban Nha tuyên bố trên lục địa Châu Mỹ của phần lớn Bắc Mỹ phía Nam của Canada, đó là: toàn bộ México ngày nay và Trung Mỹ trừ Panama hầu hết ngày nay ở Hoa Kỳ phía tây sông Mississippi, cộng với Florida.
Ở phía Tây lục địa, Tây Ban Nha bao gồm Tây Ấn Tây Ban Nha (Quần đảo Philippines, Mariana, Caroline, một phần của Đài Loan và của Moluccas). Ở phía đông của lục địa, bao gồm Tây Ấn Tây Ban Nha (Cuba, Hispaniola (gồm các quốc gia Haiti hiện đại và Cộng hòa Dominica), Puerto Rico, Jamaica, Quần đảo Cayman, Trinidad).
Cho đến thế kỷ 18, khi Tây Ban Nha chứng kiến những tuyên bố của họ ở Bắc Mỹ bị đe dọa bởi các cường quốc châu Âu khác, phần lớn những gì được gọi là biên giới Tây Ban Nha bao gồm lãnh thổ hiện nay là một phần của Hoa Kỳ. Đây không phải là chiếm đóng của nhiều người Tây Ban Nha định cư và được coi là cận biên để lợi ích của Tây Ban Nha hơn các khu vực đông dân cư và sinh lợi nhất của miền trung México. Để mở rộng các tuyên bố của mình ở Bắc Mỹ bắt đầu vào cuối thế kỷ 18, các cuộc thám hiểm Tây Ban Nha đến Tây Bắc Thái Bình Dương đã khám phá và tuyên bố bờ biển của những gì bây giờ là British Columbia và Alaska. Trên đất liền, các đơn vị hành chính bao gồm Las Californias, đó là bán đảo Baja California, vẫn là một phần của México và chia thành Baja California và Sur Alta California (Arizona hiện nay, California, Nevada, Utah, phía tây Colorado, và nam Wyoming); (từ những năm 1760) Louisiana (bao gồm lưu vực sông Mississippi phía tây và lưu vực sông Missouri); Nueva Extremadura (bang hiện tại của Coahuila và Texas); và Santa Fe de Nuevo México (thuộc Texas và New Mexico).

### Mở rộng sau này
Trong thế kỷ 16, nhiều thành phố Tây Ban Nha được thành lập ở Bắc và Trung Mỹ. Tây Ban Nha đã cố gắng thiết lập các nhiệm vụ ở miền Nam Hoa Kỳ bao gồm Georgia và Nam Carolina từ năm 1568 đến năm 1587. Những nỗ lực này chủ yếu thành công ở vùng Florida ngày nay, nơi thành phố St. Augustine được thành lập năm 1565, thành phố châu Âu lâu đời nhất ở Hoa Kỳ.
Khi đến nơi, phó vương Antonio de Mendoza mạnh mẽ nắm lấy nhiệm vụ được vua giao phó và khuyến khích thăm dò lãnh thổ mới của Tây Ban Nha. Ông đã ủy thác các chuyến thám hiểm của Francisco Vásquez de Coronado vào ngày Tây Nam Mỹ hiện nay vào năm 1540–1542. Viceroy đã ủy thác Juan Rodríguez Cabrillo trong chuyến thăm Tây Ban Nha đầu tiên lên Thái Bình Dương vào năm 1542–1543. Cabrillo đi thuyền xa bờ biển, trở thành người châu Âu đầu tiên nhìn thấy ngày nay California, Hoa Kỳ. Phó vương cũng gửi López de Villalobos đến Tây Ấn thuộc Tây Ban Nha trong 1542–1543. Khi những vùng lãnh thổ mới này được kiểm soát, chúng được mang theo sự giám sát của Phó Vương quốc Tân Tây Ban Nha. Những người định cư Tây Ban Nha mở rộng đến Nuevo México, và khu định cư chính của Santa Fe được thành lập năm 1610.
Việc thành lập các nhiệm vụ tôn giáo và các chủ tịch quân sự trên biên giới phía bắc đã trở thành hạt nhân của khu định cư Tây Ban Nha và việc thành lập các thị trấn Tây Ban Nha.

### Mở rộng đến quần đảo Philippines và thương mại Manila
Tìm kiếm để phát triển thương mại giữa Đông Ấn và Châu Mỹ trên Thái Bình Dương, Miguel López de Legazpi thành lập khu định cư Tây Ban Nha đầu tiên tại Quần đảo Philippines năm 1565, trở thành thị trấn San Miguel (thành phố Cebu ngày nay). Andrés de Urdaneta đã phát hiện ra một tuyến đường đi thuyền hiệu quả từ Quần đảo Philippines đến México, tận dụng lợi thế của dòng chảy Kuroshio. Vào năm 1571, thành phố Manila đã trở thành thủ đô của Đông Ấn thuộc Tây Ban Nha, với thương mại sớm bắt đầu qua tuyến Galleons Manila-Acapulco. Tuyến thương mại Manila-Acapulco vận chuyển các sản phẩm như lụa, gia vị, bạc, sứ và vàng đến châu Mỹ từ châu Á. Tác phẩm mới cho thấy rằng lãi suất đang tăng lên. Tầm quan trọng của Philippines đối với đế quốc Tây Ban Nha có thể được nhìn thấy bởi sự sáng tạo của nó như là một Đại uý Thuyền trưởng riêng biệt.
Các sản phẩm mang từ châu Á được gửi đến Acapulco, sau đó đến Veracruz, và sau đó được vận chuyển đến Tây Ban Nha trên Hạm đội Tây Ấn. Sau đó họ được giao dịch trên khắp châu Âu

### Quốc phòng Tây Ban Nha chống lại các cuộc tấn công vào vận chuyển
Vương thất Tây Ban Nha tạo ra một hệ thống các đoàn tàu vận tải (gọi là flota) để ngăn chặn các cuộc tấn công của các tư nhân châu Âu. Một số cuộc tấn công bị cô lập trên các lô hàng này đã diễn ra tại Vịnh México và Biển Caribe của các hải tặc và tư nhân người Anh và Hà Lan. Một trong những hành vi vi phạm bản quyền như vậy được dẫn dắt bởi Francis Drake vào năm 1586, và một tác phẩm khác của Thomas Cavendish vào năm 1587. Trong một tập phim, các thành phố Huatulco (Oaxaca) và Barra de Navidad ở Jalisco. Tỉnh México bị sa thải. Tuy nhiên, những tuyến đường hàng hải này, cả trên khắp Thái Bình Dương và Đại Tây Dương, đã thành công trong vai trò phòng thủ và hậu cần mà họ chơi trong lịch sử của Đế quốc Tây Ban Nha. Trong hơn ba thế kỷ, Hải quân Tây Ban Nha hộ tống các đoàn tàu vận tải biển đi thuyền vòng quanh thế giới.
Lope Díez de Armendáriz, sinh tại Quito, Ecuador, là phó vương đầu tiên của Tây Ban Nha mới sinh ra trong "Tân Thế giới mới". Ông đã thành lập "Hải quân Barlovento" (Armada de Barlovento), có trụ sở tại Veracruz, để tuần tra vùng ven biển và bảo vệ bến cảng, thị trấn cảng và tàu thương mại từ cướp biển và tư nhân.

### Cuộc nổi dậy nội bộ ở Tân Tây Ban Nha
Sau cuộc chinh phục trung tâm México, chỉ có hai cuộc nổi loạn lớn của người da đỏ thách thức cai trị Tây Ban Nha. Trong chiến tranh Mixtón năm 1541, thủ lĩnh Antonio de Mendoza dẫn đầu một đội quân chống lại cuộc nổi dậy của Caxcanes. Trong cuộc khởi nghĩa Pueblo năm 1680, người da đỏ ở 24 khu định cư ở New Mexico đã trục xuất người Tây Ban Nha, người đã rời Texas, một người lưu vong kéo dài một thập kỷ. Chiến tranh Chichimeca kéo dài hơn năm mươi năm, 1550-1606, giữa Tây Ban Nha và các nhóm bản địa khác nhau của miền bắc Tân Tây ban Nha, đặc biệt là ở các khu vực khai thác bạc và các tuyến đường vận chuyển. Người Bắc Ấn không định cư hoặc bán ít cố định khó kiểm soát khi họ có được sự di chuyển của con ngựa. Năm 1616, Tepehuan nổi dậy chống lại người Tây Ban Nha, nhưng nó đã bị đàn áp tương đối nhanh chóng. Người da đỏ Tarahumara đã nổi loạn ở vùng núi Chihuahua trong nhiều năm. Năm 1670 Chichimecas xâm lược Durango, và thống đốc Francisco González đã từ bỏ quốc phòng.
Ở khu vực phía nam của Tây Ban Nha mới, người Maya Tzeltal và các nhóm bản địa khác, kể cả Tzotzil và Chol đã nổi dậy vào năm 1712. Đó là một cuộc nổi dậy đa sắc tộc gây ra bởi các vấn đề tôn giáo ở một số cộng đồng. Năm 1704, thủ lĩnh Francisco Fernández de la Cueva đã đàn áp một cuộc nổi dậy của người da đỏ Pima ở Nueva Vizcaya.

## Kinh tế trong thời đại Habsburg

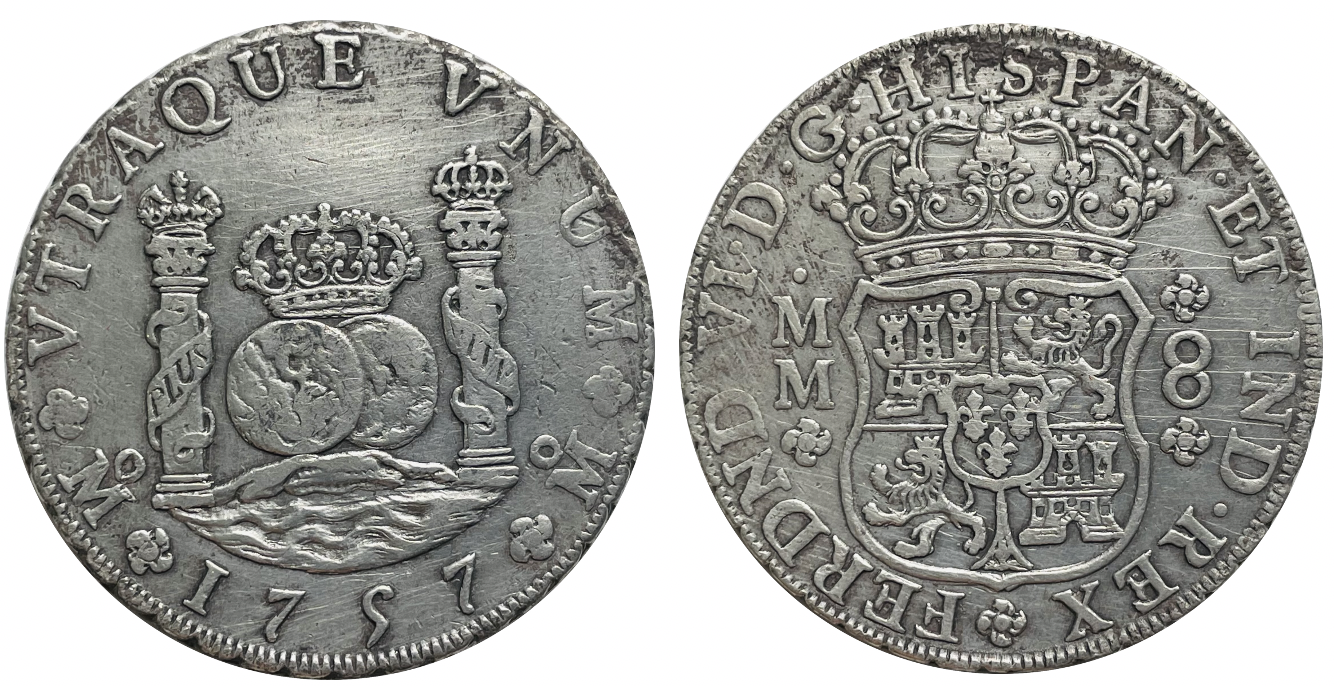
8 reales bạc, đúc dưới thời vua Fernando VI - 1757

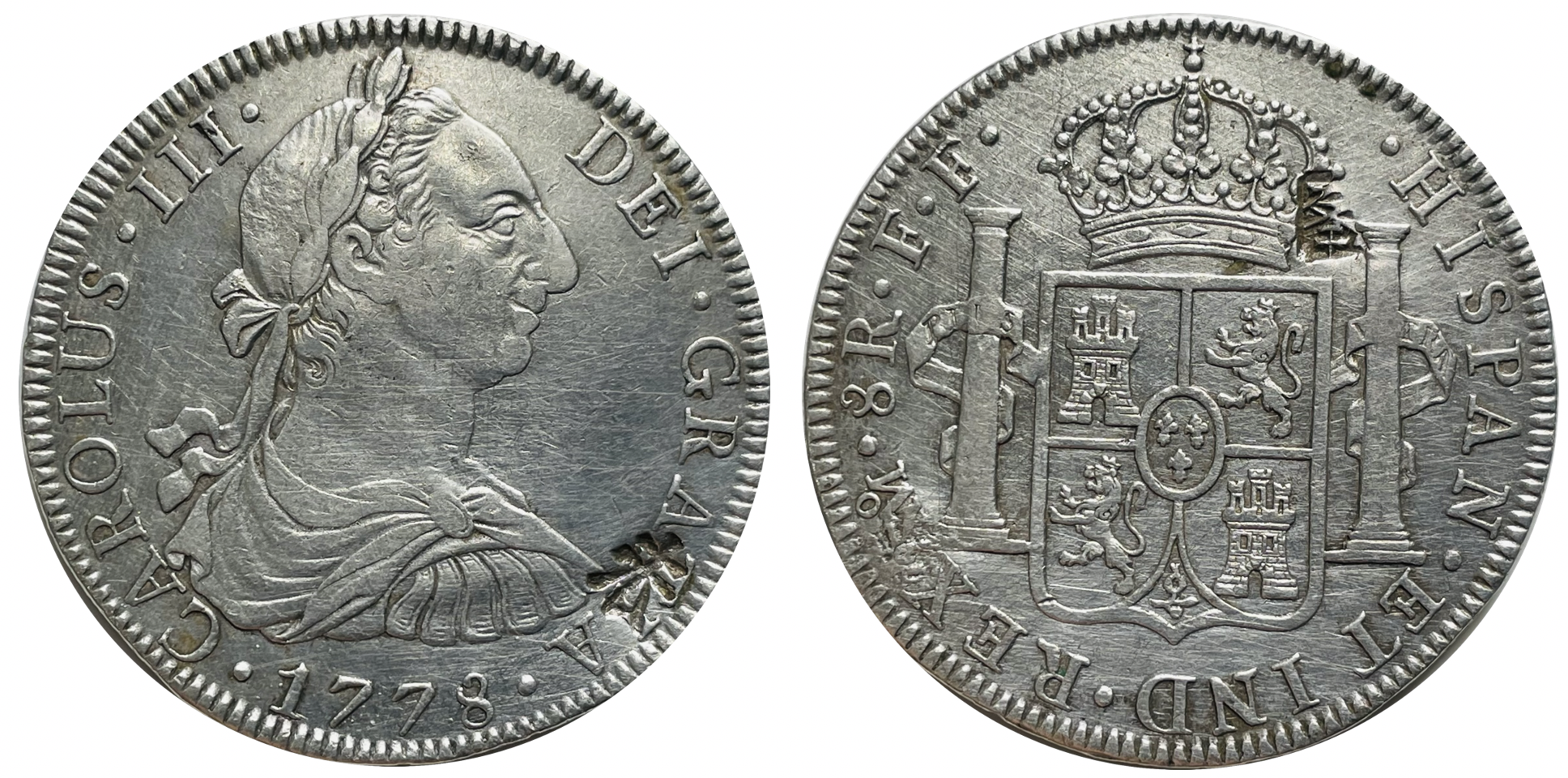
8 reales của Phó vương quốc Tân Tây Ban Nha, mặt trước là chân dung vua Carlos III, đúc năm 1778

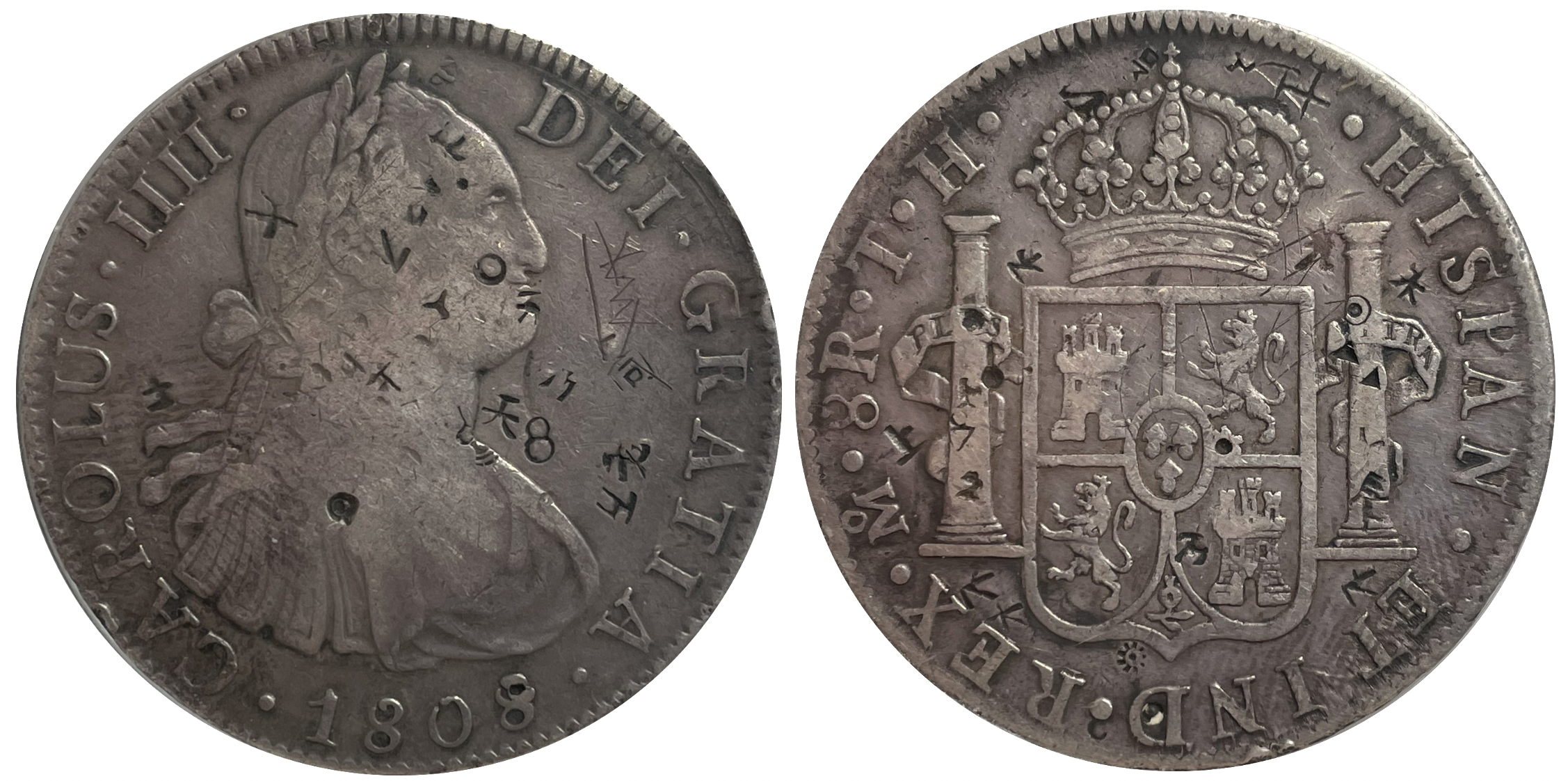
8 reales Carlos IV - 1808 chopmark

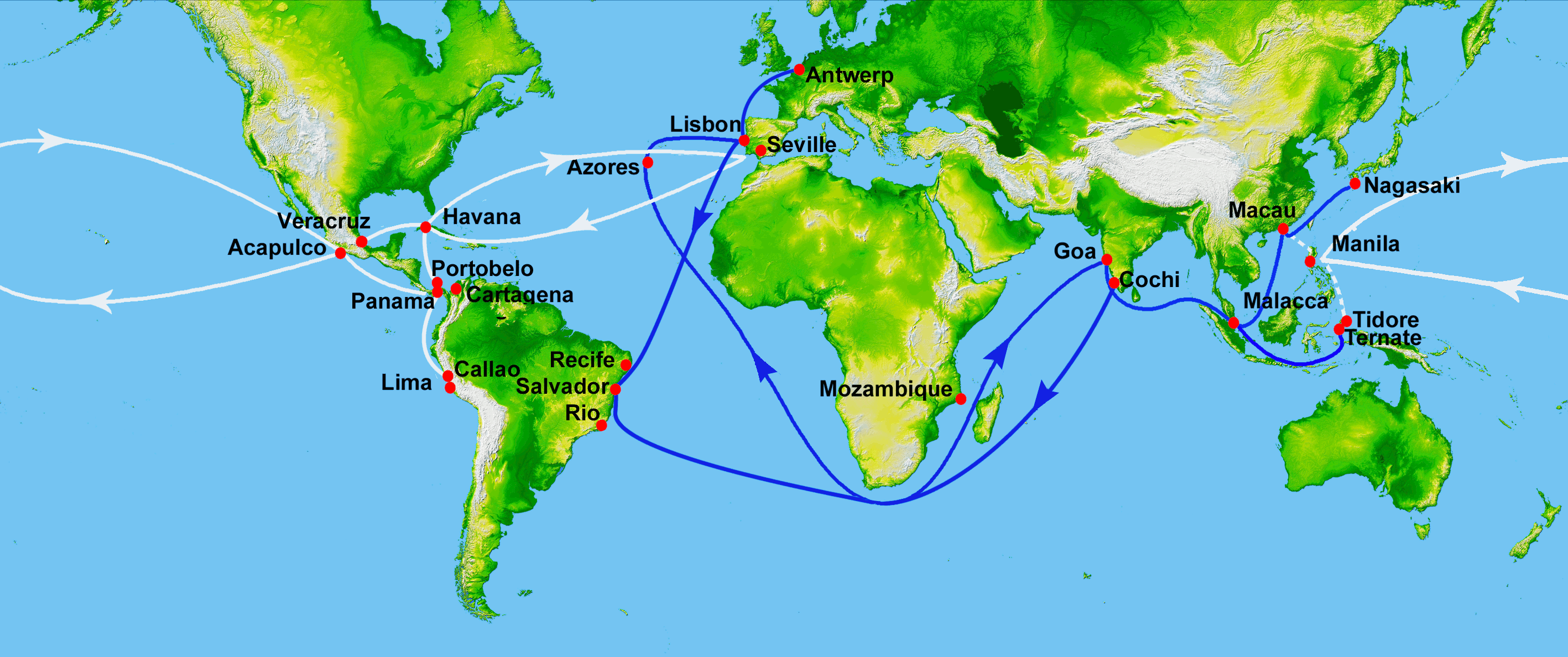
Trắng tượng trưng cho con đường của Galleons Manila ở Thái Bình Dương và FLOTA ở Đại Tây Dương; màu xanh đại diện cho các tuyến đường Bồ Đào Nha.

Trong kỷ nguyên của sự chinh phục, để trả hết các khoản nợ phát sinh do việc xâm lược và các công ty của họ, các thống đốc Tân Tây Ban Nha trao trợ cấp người đàn ông của họ về tri ân bản địa và lao động, được gọi là encomiendas. Ở Tân Tây ban Nha, các khoản tài trợ này được mô hình hóa sau khi cống nạp và lao động mà các nhà cai trị México đã yêu cầu từ các cộng đồng bản địa. Hệ thống này đã biểu hiện sự đàn áp và bóc lột người bản xứ, mặc dù những người khởi xướng của nó có thể không có ý định như vậy. Theo thứ tự ngắn, các cấp trên của khách hàng quen và linh mục trong xã hội đã sống ngoài công việc của các tầng lớp thấp hơn. Do một số trường hợp khủng khiếp của lạm dụng chống lại các dân tộc bản địa, Đức Giám mục Bartolomé de las Casas đề nghị mang theo nô lệ da đen để thay thế chúng. Fray Bartolomé sau đó đã ăn năn khi thấy sự đối xử tồi tệ hơn đối với những nô lệ da đen.
Ở Peru, phát hiện khác duy trì hệ thống lao động cưỡng bức, mit'a, là mỏ bạc đơn cực kỳ giàu có được phát hiện tại Potosí, nhưng ở Tân Tây Ban Nha, tuyển dụng lao động khác nhau đáng kể. Ngoại trừ các mỏ bạc đã làm việc trong thời kỳ Aztec tại Taxco, phía tây nam của Tenochtitlan, khu vực khai thác mỏ của México nằm ngoài khu định cư bản địa dày đặc. Lao động cho các mỏ ở phía bắc México có lực lượng lao động nô lệ đen và lao động tiền lương bản địa, không phải lao động dự thảo. Người bản địa bị lôi cuốn vào các khu vực khai thác mỏ là từ các vùng khác nhau của trung tâm México, với một số ít từ phía bắc. Với sự đa dạng như vậy họ không có một bản sắc dân tộc hay ngôn ngữ chung và nhanh chóng đồng hóa với văn hóa Tây Ban Nha. Mặc dù khai thác rất khó khăn và nguy hiểm, nhưng tiền lương là tốt, đó là điều đã thu hút lao động bản địa.
Phó vương quốc Tân Tây Ban Nha là nguồn thu nhập chính cho Tây Ban Nha trong thế kỷ 18, với sự hồi sinh khai thác dưới sự cải cách Bourbon. Các trung tâm khai thác quan trọng như Zacatecas, Guanajuato, San Luis Potosí và Hidalgo đã được thành lập vào thế kỷ XVI và bị suy giảm vì nhiều lý do trong thế kỷ 17, nhưng khai thác bạc ở México đã thực hiện tất cả các lãnh thổ ở nước ngoài khác của Tây Ban Nha về doanh thu cho hoàng gia kho bạc.
Rệp son thuốc nhuộm màu đỏ nhanh chóng là một xuất khẩu quan trọng trong các lĩnh vực như trung tâm México và Oaxaca về doanh thu cho vương miện và kích thích của thị trường nội địa của Tân Tây ban Nha. Cacao và chàm cũng là mặt hàng xuất khẩu quan trọng đối với Tây Ban Nha mới, nhưng được sử dụng thông qua thay vì tiền bản quyền thay vì liên lạc với các nước châu Âu do vi phạm bản quyền và buôn lậu. Ngành công nghiệp indigo nói riêng cũng đã giúp tạm thời kết hợp các cộng đồng khắp Vương quốc Guatemala do buôn lậu.
Có hai cảng chính ở Tân Tây Ban Nha, Veracruz là cảng chính của đại lộ trên Đại Tây Dương, và Acapulco trên Thái Bình Dương, ga cuối của Malina Galleon. Tại Manila, Philippines gần Biển Đông là cảng chính. Các cảng này là nền tảng cho thương mại ở nước ngoài, kéo dài tuyến thương mại từ châu Á, qua Manila Galleon đến lục địa Tây Ban Nha.
Đây là những con tàu đã thực hiện chuyến đi từ Philippines đến México, sau đó hàng hóa được vận chuyển từ Acapulco đến Veracruz và sau đó được chuyển từ Veracruz sang Cádiz ở Tây Ban Nha. Sau đó, các tàu đi từ Veracruz thường được chở hàng hóa từ Đông Ấn có nguồn gốc từ các trung tâm thương mại của Philippines, cộng với kim loại quý và tài nguyên thiên nhiên của México, Trung Mỹ và Caribe. Trong thế kỷ thứ 16, Tây Ban Nha tổ chức tương đương với 1,5 nghìn tỷ đô la Mỹ (thuật ngữ 1990) trong vàng và bạc nhận được từ Tân Tây ban Nha.
Tuy nhiên, những tài nguyên này không chuyển thành sự phát triển cho Chính quốc (quốc gia mẹ) do mối lo ngại thường xuyên của quân đội Công giáo Roma Tây Ban Nha với các cuộc chiến tranh châu Âu (số tiền khổng lồ của tài sản này đã được chi cho thuê lính đánh thuê để chống lại Cải cách Tin lành), cũng như sự sụt giảm không ngừng trong giao thông vận tải ở nước ngoài gây ra bởi các cuộc tấn công từ các công ty của người Anh cướp biển Hà Lan và cướp biển có nguồn gốc khác nhau. Những công ty này ban đầu được tài trợ bởi, đầu tiên, bởi thị trường chứng khoán Amsterdam, người đầu tiên trong lịch sử và có nguồn gốc nợ chính xác đến sự cần thiết phải tài trợ để tài trợ cho cuộc thám hiểm cướp biển, như sau đó bởi thị trường Luân Đôn. Trên đây là những gì một số tác giả gọi là "quá trình lịch sử của việc chuyển giao của cải từ phía nam đến phía bắc".

## Cải cách Bourbon

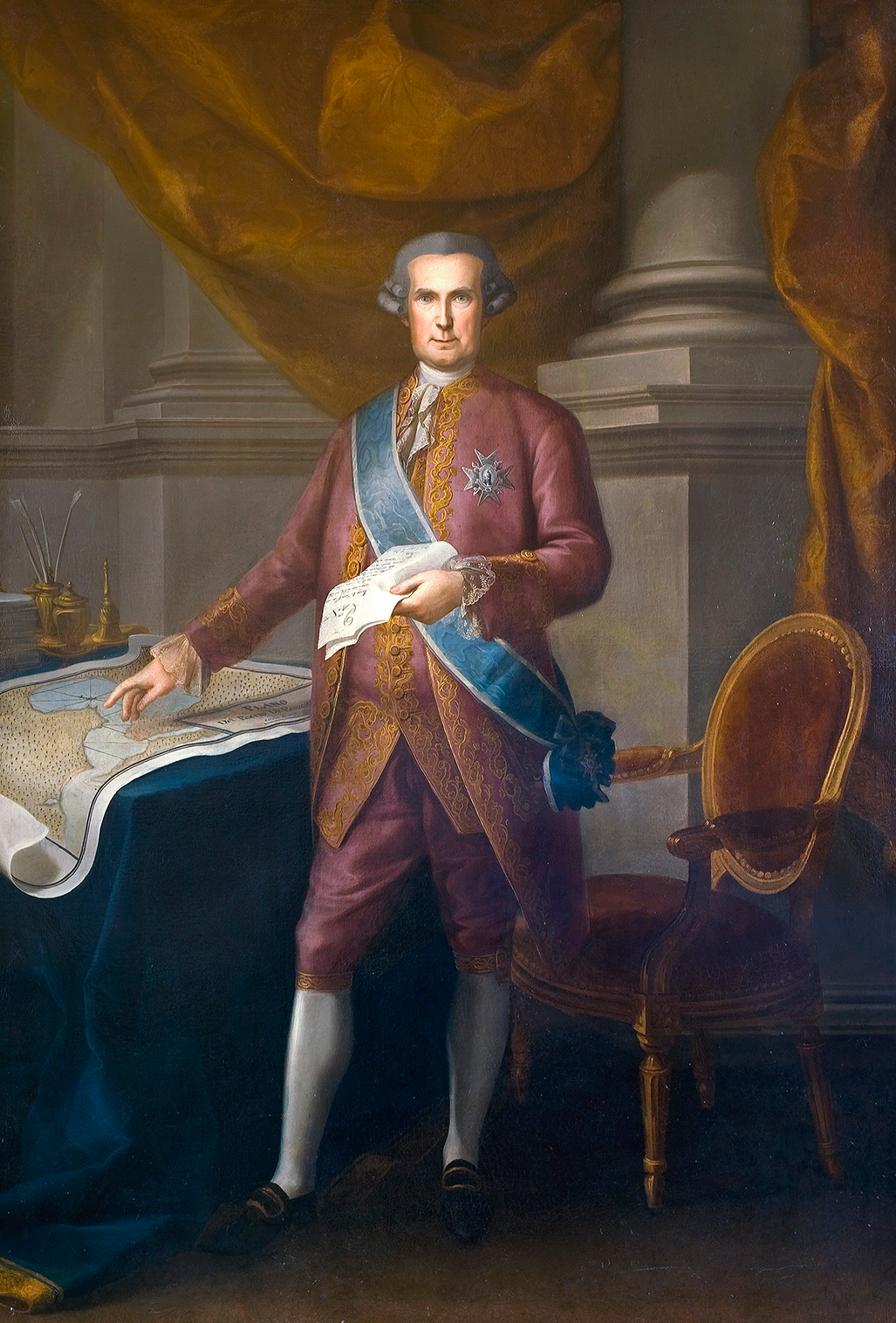
José de Gálvez, Hầu tước thứ nhất của Sonora, Visitador ở Tân Tây Ban Nha, người khởi xướng cải cách lớn

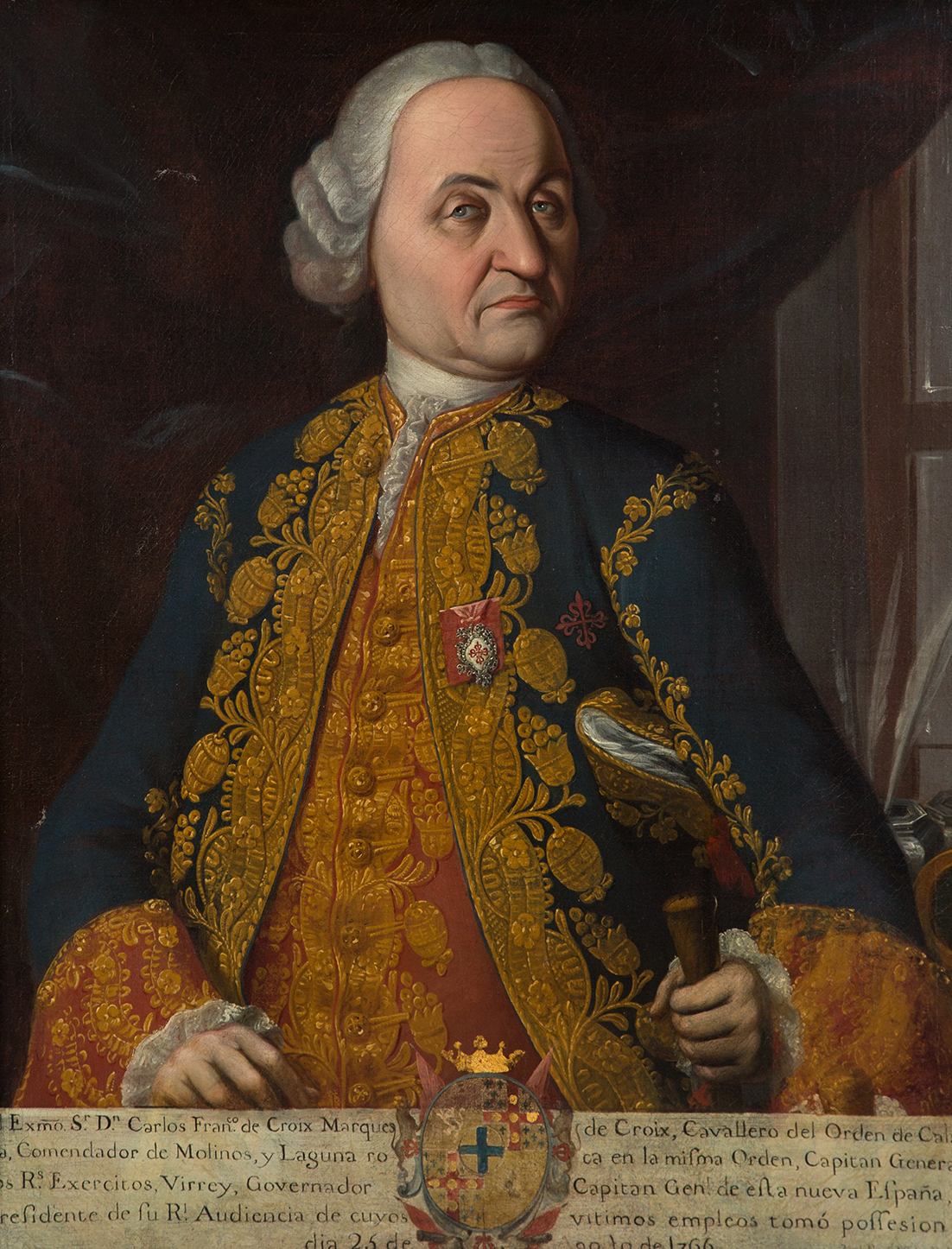
Carlos Francisco de Croix, Hầu tước thứ nhất của Croix, Phó vương Tân Tây Ban Nha (1766–1771)

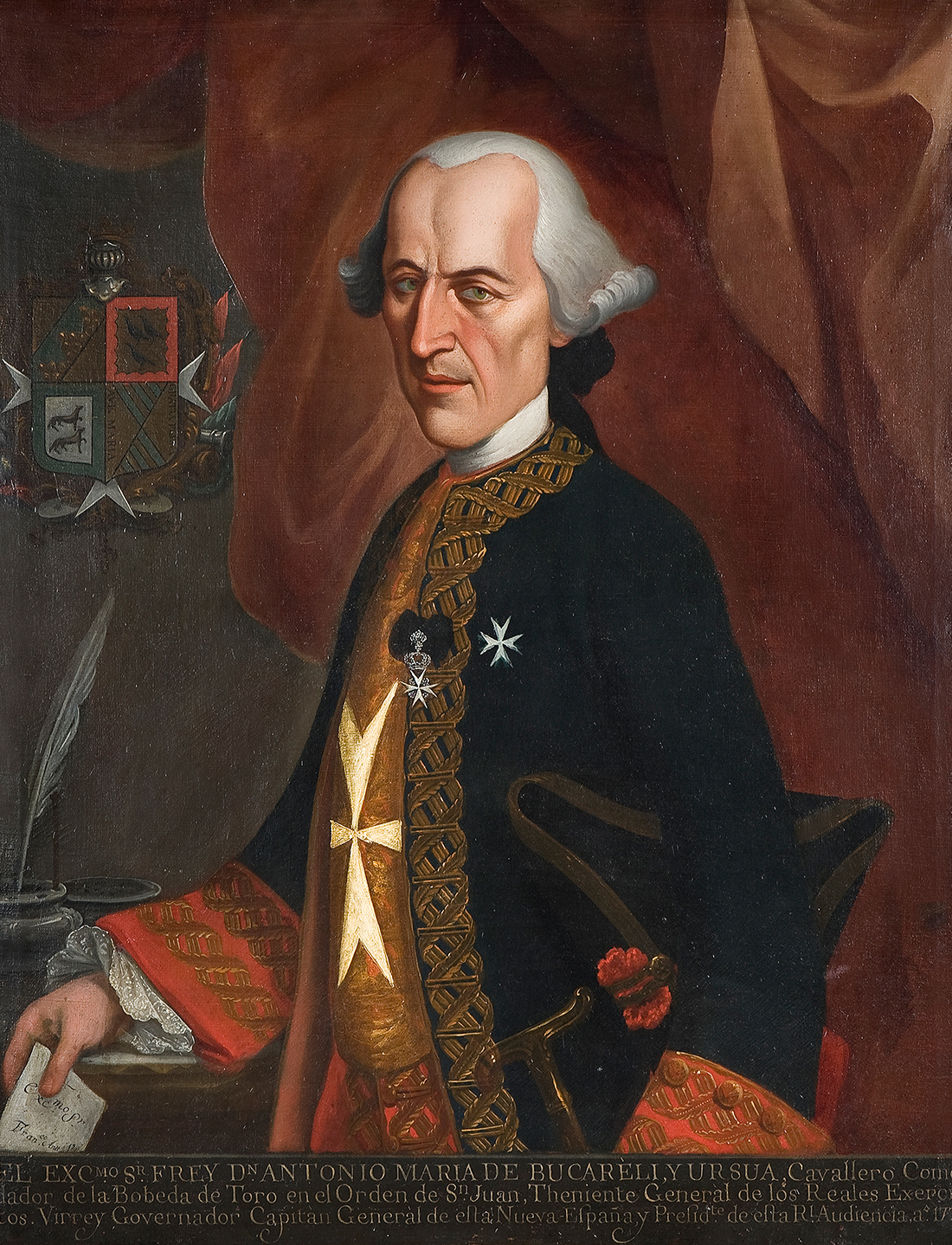
Antonio María de Bucareli, Phó vương Tân Tây Ban Nha

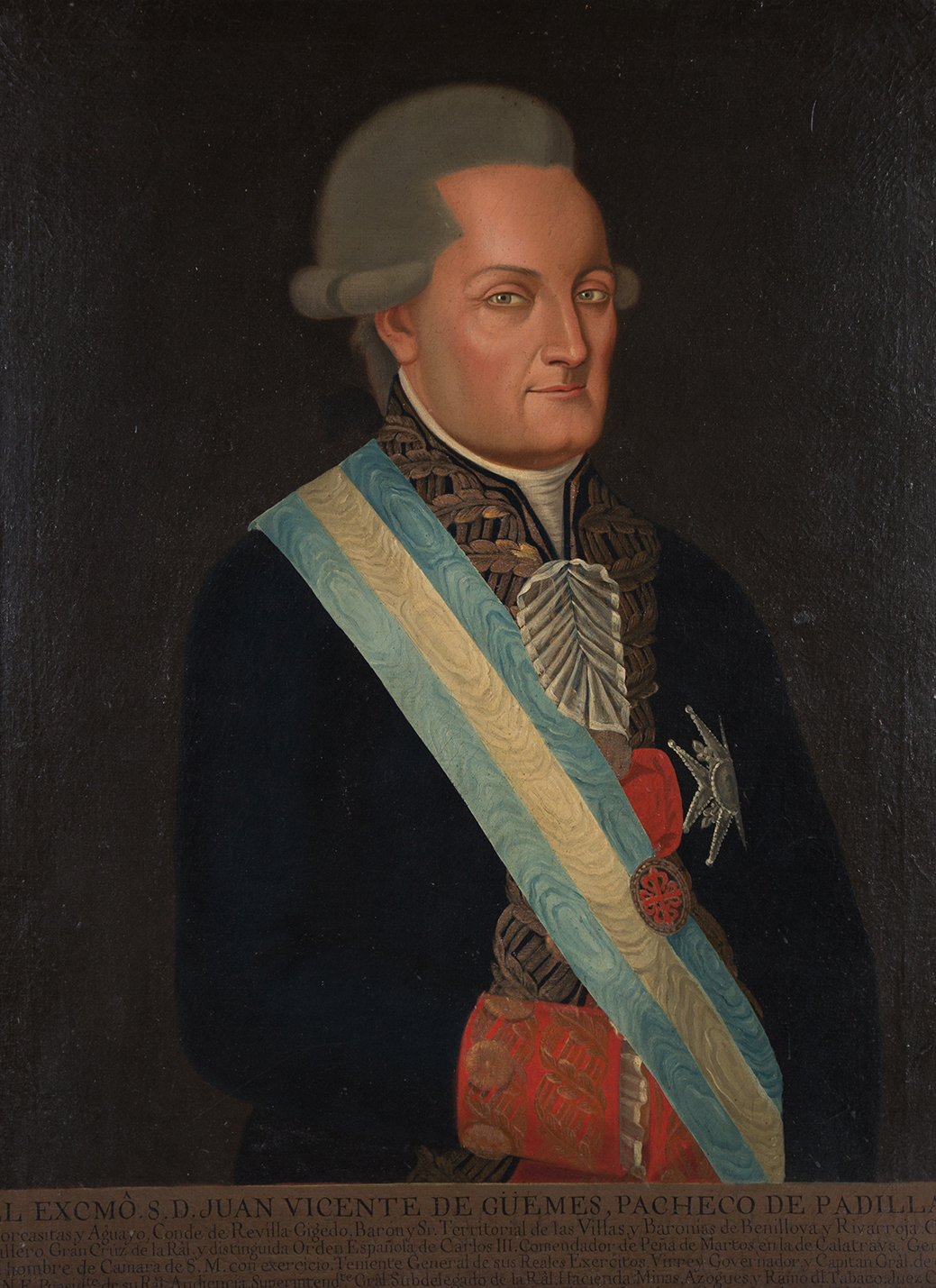
Juan Vicente de Güemes, Kiểm soát thứ 2 Revillagigedo, Phó vương Tân Tây Ban Nha (1789–1794)

Chế độ quân chủ Bourbon bắt tay vào một chương trình sâu rộng để khôi phục nền kinh tế của các lãnh thổ của nó, cả trên bán đảo và các tài sản ở nước ngoài. Vương miện đã tìm cách tăng cường sự kiểm soát và hiệu quả hành chính của mình, và để giảm quyền lực và đặc quyền của Giáo hội Công giáo Roma trước nhà nước.
Việc Anh chiếm đóng cả Manila và La Habana năm 1762, trong cuộc xung đột toàn cầu của Chiến tranh Bảy năm, có nghĩa là vương thất Tây Ban Nha phải suy nghĩ lại về chiến lược quân sự của mình để bảo vệ tài sản của mình. Vương thất Tây Ban Nha đã gắn bó với Anh trong nhiều năm trong chiến tranh cường độ thấp, với các cảng và tuyến đường thương mại bị quấy rối bởi những người tư nhân Anh. Vương miện tăng cường phòng thủ của Veracruz và San Juan de Ulúa, Jamaica, Cuba, và Florida, nhưng các cảng của Anh bị cướp phá vào cuối thế kỷ XVII. Santiago de Cuba (1662), St. Augustine Spanish Florida (1665) và Campeche 1678 và như vậy với sự mất mát của La Habana và Manila, Tây Ban Nha nhận ra rằng cần phải thực hiện các bước quan trọng. Bourbon đã tạo ra một đội quân thường trực ở Tân Tây Ban Nha, bắt đầu từ năm 1764 và tăng cường cơ sở hạ tầng phòng thủ, như pháo đài.
Vương thất đã tìm kiếm thông tin đáng tin cậy về Tân Tây Ban Nha và phái José de Gálvez là Tổng thanh tra, người đã quan sát các điều kiện cần cải cách, bắt đầu từ năm 1765, để tăng cường kiểm soát vương miện đối với vương quốc.
Một đặc điểm quan trọng của Cải cách Bourbon là họ đã chấm dứt lượng kiểm soát cục bộ đáng kể, đó là một đặc điểm của bộ máy quan liêu dưới thời Habsburg, đặc biệt là thông qua việc bán văn phòng. Bourbon đã tìm cách quay trở lại với lý tưởng quân chủ khi có những người không kết nối trực tiếp với giới tinh hoa địa phương với tư cách là quản trị viên, về lý thuyết nên không quan tâm, nhân viên của chính quyền khu vực. Trong thực tế, điều này có nghĩa là đã có một nỗ lực phối hợp để bổ nhiệm hầu hết bán đảo, thường là những người quân nhân có hồ sơ phục vụ lâu dài (trái ngược với sở thích của Habsburg dành cho linh mục), những người sẵn sàng di chuyển khắp đế chế toàn cầu. Các dự định là một văn phòng mới có thể được bố trí nhân viên bán đảo, nhưng trong suốt thế kỷ 18, những thành tựu đáng kể đã đạt được nhờ số lượng các tướng lĩnh - tổng thống, thẩm phán và giám mục thính phòng, ngoài các chức vụ khác, người gốc Tây Ban Nha.
Năm 1766, vương thất đã chỉ định Carlos Francisco de Croix, marqués de Croix làm cha đẻ của Tân Tây Ban Nha. Một trong những nhiệm vụ ban đầu của ông là thi hành quyết định của vương thất nhằm trục xuất Dòng Tên khỏi tất cả các lãnh thổ của mình, hoàn thành vào năm 1767. Kể từ khi Dòng Tên có quyền lực đáng kể, sở hữu haciendas lớn, được quản lý tốt, giáo dục những chàng trai trẻ ưu tú của Tân Tây Ban Nha, và giáo dục những chàng trai trẻ ưu tú của Tân Tây Ban Nha, và giáo dục như một trật tự tôn giáo chống lại sự kiểm soát vương thất, Dòng Tên là mục tiêu chính để khẳng định quyền kiểm soát vương thất. Croix đã đóng cửa ô tô tôn giáo của Văn phòng Tòa án Dị giáo để xem công khai, báo hiệu sự thay đổi trong thái độ của vương thất đối với tôn giáo. Những thành tựu quan trọng khác dưới sự quản lý của Croix là thành lập Đại học Phẫu thuật vào năm 1768, một phần trong nỗ lực của vương miện để đưa ra các cải cách thể chế quy định các ngành nghề. Vương thất cũng quan tâm đến việc tạo thêm thu nhập cho các kho bạc của mình và Croix đã lập ra xổ số hoàng gia vào năm 1769. Croix cũng khởi xướng cải tiến thủ đô và chỗ dựa của sự độc đoán, tăng quy mô của công viên trung tâm, Alamada.
Một nhà hoạt động xã hội khác đang tiến hành cải cách là Antonio María de Bucareli y Ursúa, marqués de Valleheroso y conde de Jerena, người phục vụ từ năm 1771 đến 1779, và chết tại chức. Ông Jose de Gálvez, hiện là Bộ trưởng Ấn sau khi được bổ nhiệm làm Tổng khách của Tây Ban Nha, đã thông báo ngắn gọn về vị cha xứ mới được bổ nhiệm về các cải cách sẽ được thực hiện. Năm 1776, một bộ phận lãnh thổ phía bắc mới được thành lập, Tổng chỉ huy của các Tỉnh bang được gọi là Provincias Internas (Tổng chỉ huy các tỉnh nội địa phía Bắc, tiếng Tây Ban Nha: Comandancia y Capitanía General de las Provincias Internas). Teodoro de Croix (cháu trai của cựu cha xứ) được bổ nhiệm làm Tổng tư lệnh đầu tiên của các tỉnh nội địa, độc lập với Viceroy của New Spain, để cung cấp chính quyền tốt hơn cho các tỉnh biên giới phía bắc. Họ bao gồm Nueva Vizcaya, Nuevo Santander, Sonora y Sinaloa, Las Californias, Coahuila y Tejas (Coahuila và Texas), và Nuevo México. Bucareli đã phản đối kế hoạch của Gálvez để thực hiện ý định tổ chức hành chính mới, mà ông tin rằng sẽ gây gánh nặng cho các khu vực có dân cư thưa thớt với chi phí quá cao cho bộ máy quan liêu mới.
Các vị vua Bourbon mới đã không phân chia sự trung thành của người Tây Ban Nha mới thành các đơn vị hành chính nhỏ hơn như họ đã làm với Viceroyalty of Peru, khắc chế Phó vương quốc Río de la Plata và Phó vương quốc Tân Granada, nhưng Tây Ban Nha mới được tổ chức lại về mặt hành chính và những người đàn ông Tây Ban Nha gốc Hoa được thông qua cho chức vụ cao. Vương thất cũng thành lập một quân đội thường trực, với mục đích bảo vệ các lãnh thổ hải ngoại của nó.
Giới thiệu đổi mới chính của các vị vua Bourbon của Tây Ban Nha về ý định, một tổ chức mô phỏng theo Bourbon Pháp. Chúng lần đầu tiên được giới thiệu trên quy mô lớn ở New Tây Ban Nha, bởi Bộ trưởng Ấn José de Gálvez, vào những năm 1770, ban đầu họ đã hình dung rằng họ sẽ thay thế hoàn toàn hệ thống cha mẹ (sự phụ thuộc). Với quyền hạn rộng lớn về thu thuế và kho bạc công cộng và với nhiệm vụ giúp thúc đẩy tăng trưởng kinh tế trên các quận của họ, các bên tham gia đã xâm phạm vào các quyền lực truyền thống của các nhà lãnh đạo, thống đốc và quan chức địa phương, là Corregidor, đã bị loại bỏ ra như ý định được thành lập. Vương thất đã xem những người có ý định kiểm tra những sĩ quan khác. Theo thời gian chỗ ở đã được thực hiện. Ví dụ, sau một thời gian thử nghiệm, trong đó một người độc lập được chỉ định đến thành phố México, văn phòng sau đó đã được trao cho cùng một người, người đồng thời giữ chức vụ của cha đẻ. Tuy nhiên, việc tạo ra nhiều điểm của các ý định tự trị trong suốt thời gian của phó vương, tạo ra rất nhiều sự phân cấp, và trong Tổng đội trưởng Guatemala, đặc biệt, ý định này đã đặt nền móng cho các quốc gia độc lập trong tương lai của thế kỷ 19. Năm 1780, Bộ trưởng Ấn José de Gálvez đã gửi một công văn hoàng gia tới Teodoro de Croix, Tổng tư lệnh các tỉnh nội bộ Tân Tây Ban Nha (Provincias Internas), yêu cầu tất cả các đối tượng quyên góp tiền giúp cách mạng Mỹ. Hàng triệu peso đã được đưa ra.
Sự tập trung vào nền kinh tế (và các khoản thu mà nó cung cấp cho các kho bạc hoàng gia) cũng được mở rộng cho xã hội nói chung. Các hiệp hội kinh tế đã được thúc đẩy, chẳng hạn như Hiệp hội kinh tế những người bạn quốc gia. Các xã hội kinh tế "Những người bạn của đất nước" tương tự đã được thành lập trên khắp thế giới Tây Ban Nha, bao gồm Cuba và Guatemala.
Vương thẩ đã gửi một loạt các cuộc thám hiểm khoa học đến các tài sản ở nước ngoài của nó, bao gồm cuộc thám hiểm thực vật hoàng gia đến Tây Ban Nha mới, dẫn đầu bởi Martín de Sessé và José Mariano Mociño (1787–1808).
Cải cách Bourbon không phải là một chương trình thống nhất hoặc hoàn toàn thống nhất, mà là một loạt các sáng kiến vương miện được thiết kế để khôi phục nền kinh tế của tài sản ở nước ngoài và giúp chính quyền kiểm soát vương thiện hiệu quả hơn và vững chắc hơn. Lưu trữ hồ sơ được cải thiện và hồ sơ được tập trung hơn. Bộ máy quan liêu được bố trí với những người đàn ông có trình độ tốt, hầu hết là người Tây Ban Nha sinh ra ở bán đảo. Sở thích của họ có nghĩa là sự phẫn nộ từ những người đàn ông ưu tú sinh ra ở Mỹ và gia đình của họ, những người bị loại khỏi chức vụ. Việc thành lập một quân đội có nghĩa là một số người Tây Ban Nha Mỹ đã trở thành sĩ quan trong các dân quân địa phương, nhưng hàng ngũ chứa đầy những người đàn ông nghèo, đa chủng tộc, đã phẫn nộ phục vụ và tránh điều đó nếu có thể.

## Xung đột quân sự

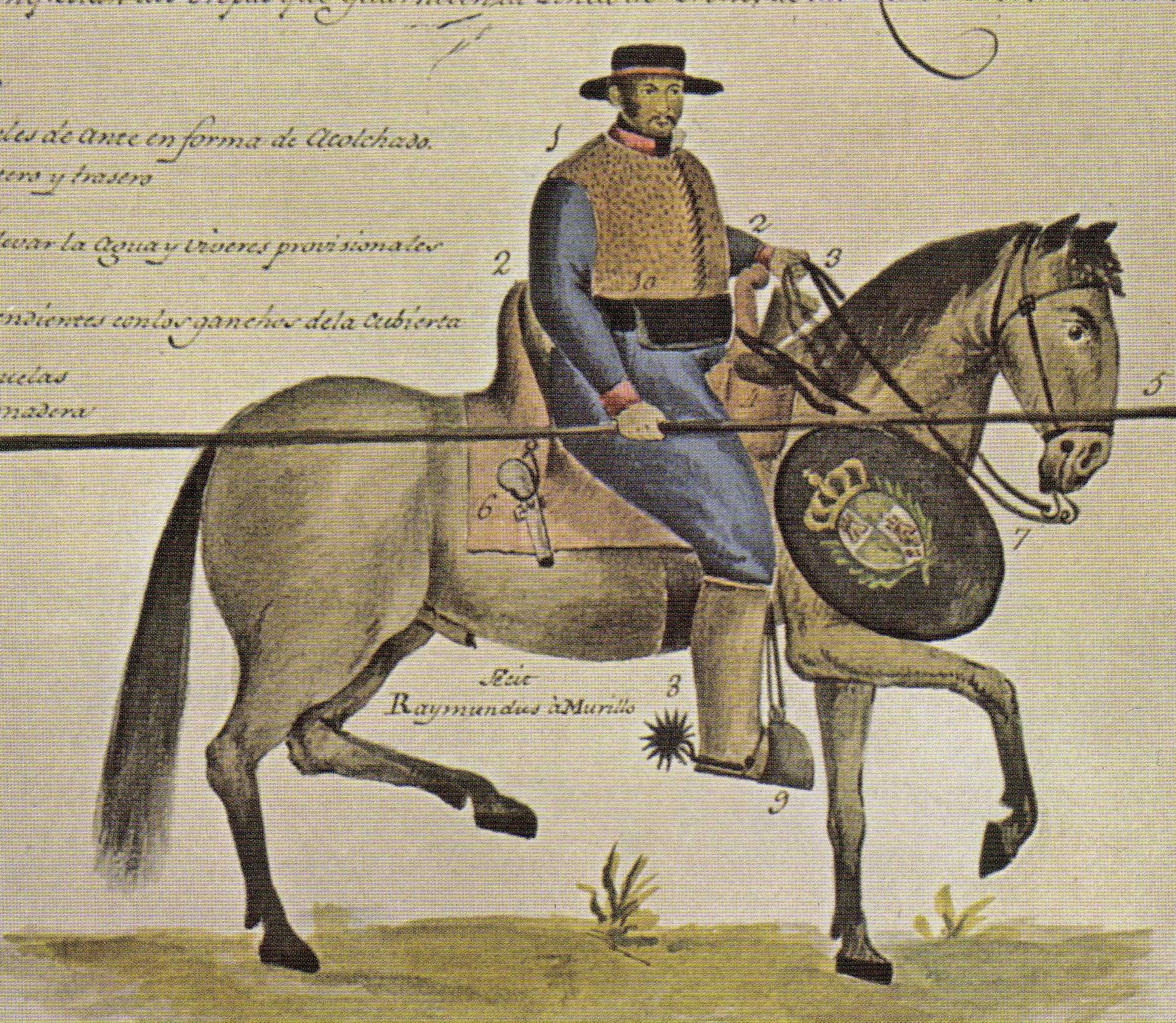
Soldado de cuera thế kỷ 18 trong thuộc địa México

Thế kỷ đầu tiên chứng kiến Bourbon trên ngai vàng Tây Ban Nha trùng khớp với một loạt xung đột toàn cầu mà chủ yếu đọ sức với Pháp chống lại Vương quốc Anh. Tây Ban Nha với tư cách là đồng minh của Bourbon Pháp đã bị lôi kéo vào những cuộc xung đột này. Trên thực tế, một phần động lực của Cải cách Bourbon là nhu cầu nhận thức về việc chuẩn bị đế chế về mặt hành chính, kinh tế và quân sự cho cuộc chiến dự kiến tiếp theo. Chiến tranh Bảy Năm đã được chứng minh là chất xúc tác cho hầu hết các cải cách về tài sản ở nước ngoài, giống như Chiến tranh kế vị Tây Ban Nha đã dành cho các cải cách trên Bán đảo.
Vào năm 1720, thám hiểm biệt thự từ Santa Fe đã gặp gỡ và cố gắng đấu tranh với Pháp - đồng minh người Pawnee trong những gì bây giờ Nebraska. Các cuộc đàm phán đã không thành công, và một trận chiến xảy ra sau đó; người Tây Ban Nha đã bị đánh bại nặng nề, chỉ có mười ba quản lý để trở về New Mexico. Mặc dù đây chỉ là một cam kết nhỏ, nhưng điều quan trọng là nó là sự thâm nhập sâu nhất của người Tây Ban Nha vào Đại Bình nguyên, thiết lập giới hạn cho sự bành trướng và ảnh hưởng của Tây Ban Nha ở đó.
Chiến tranh Jenkins' Ear nổ ra vào năm 1739 giữa Tây Ban Nha và Anh và bị giới hạn trong Caribe và Georgia. Hành động quan trọng trong Cuộc chiến tai Jenkins là một cuộc tấn công đổ bộ do người Anh khởi xướng dưới thời Đô đốc Edward Vernon vào tháng 3 năm 1741 chống lại Cartagena de Indias, một của các cảng giao dịch vàng lớn của Tây Ban Nha ở vùng biển Caribe (ngày nay Colombia). Mặc dù tập phim này phần lớn bị lãng quên, nhưng nó đã kết thúc trong một chiến thắng quyết định cho Tây Ban Nha, người đã tìm cách kéo dài sự kiểm soát của mình đối với vùng biển Caribbean và thực sự bảo đảm Chính Tây Ban Nha cho đến thế kỷ 19.

Đế quốc Tây Ban Nha và Bồ Đào Nha năm 1790.

Sau Chiến tranh Pháp và người da đỏ/Chiến tranh Bảy Năm, quân đội Anh đã xâm chiếm và chiếm các thành phố La Habana của Tây Ban Nha tại Cuba và Manila ở Philippines vào năm 1762. Hiệp ước Paris (1763) đã trao cho Tây Ban Nha quyền kiểm soát phần Louisiana của Tân Pháp bao gồm New Orleans, tạo ra một đế chế Tây Ban Nha kéo dài từ Sông Mississippi đến Thái Bình Dương; nhưng Tây Ban Nha cũng nhượng lại Florida cho Vương quốc Anh để giành lại Cuba, nơi người Anh chiếm đóng trong chiến tranh. Những người định cư Louisiana, hy vọng khôi phục lại lãnh thổ cho Pháp, trong cuộc nổi loạn Nổi loạn năm 1768 đã buộc Thống đốc Louisiana Antonio de Ulloa phải chạy trốn sang Tây Ban Nha. Cuộc nổi dậy đã bị nghiền nát vào năm 1769 bởi thống đốc kế tiếp Alejandro O'Reilly, người đã xử tử năm kẻ âm mưu. Lãnh thổ Louisiana sẽ được quản lý bởi cấp trên ở Cuba với một thống đốc tại chỗ ở New Orleans.
21 nhiệm vụ phía bắc ở California (Hoa Kỳ) được thành lập dọc theo El Camino Real từ năm 1769. Trong một Nỗ lực loại trừ Anh và Nga khỏi phía đông Thái Bình Dương, Quốc vương Carlos III của Tây Ban Nha đã gửi từ México một số các chuyến thám hiểm đến Tây Bắc Thái Bình Dương từ 1774 đến 1793. Tây Ban Nha dài các yêu sách được giữ lại và quyền điều hướng đã được tăng cường và một khu định cư và pháo đài được xây dựng tại Nootka Sound, Alaska.

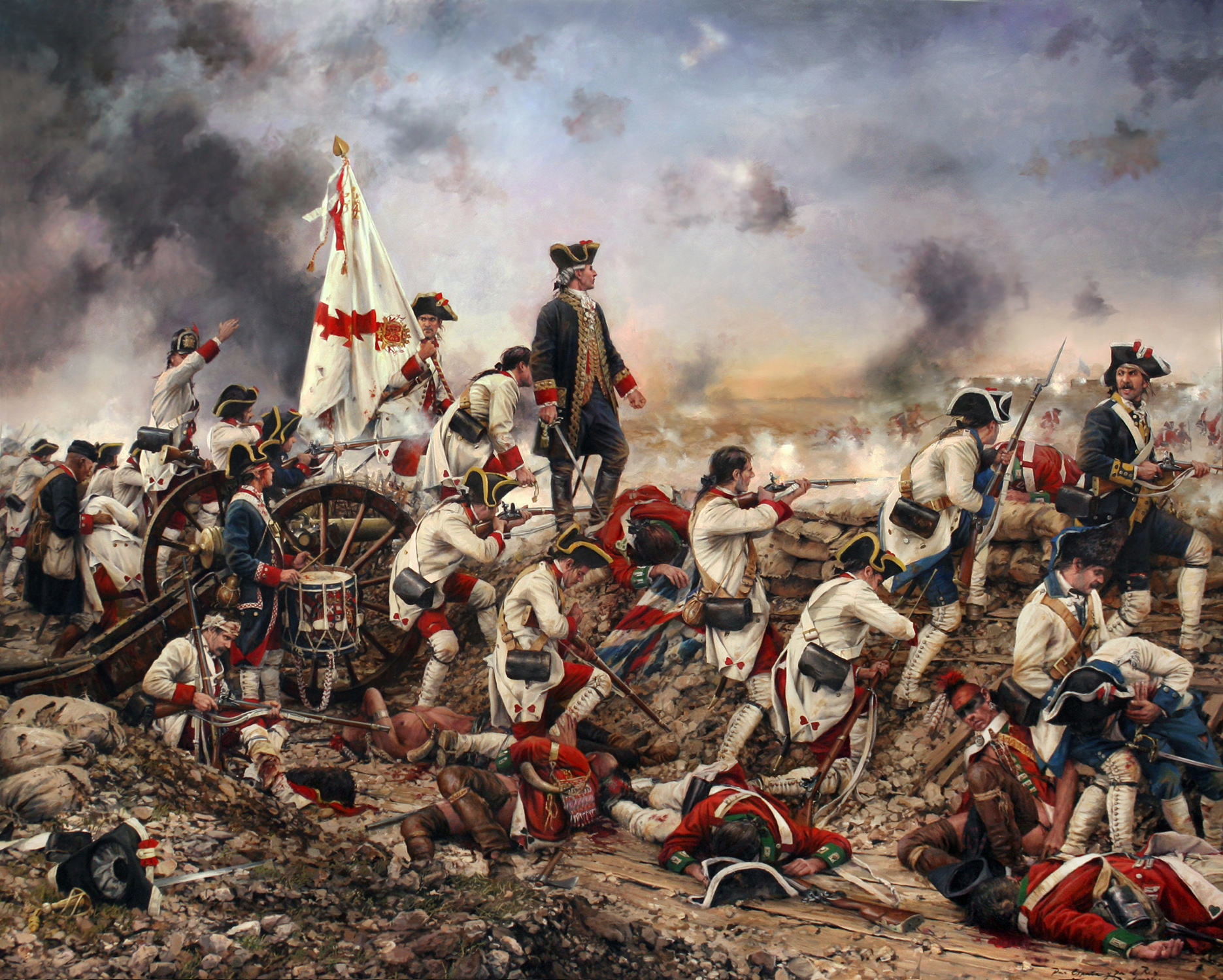
Bernardo de Gálvez và quân đội của ông tại Cuộc bao vây Pensacola vào năm 1781.

Tây Ban Nha tham gia Chiến tranh Cách mạng Mỹ với tư cách là đồng minh của Hoa Kỳ và Pháp vào tháng 6 năm 1779. Từ tháng 9 năm 1779 đến tháng 5 năm 1781, Bernardo de Galvez đã lãnh đạo một đội quân trong một chiến dịch dọc theo Bờ biển vùng vịnh chống lại người Anh. Quân đội của Galvez bao gồm các nhà cầm quyền Tây Ban Nha từ khắp châu Mỹ Latinh và một lực lượng dân quân bao gồm chủ yếu là Học giả cùng với Creoles, người Đức và người Mỹ bản địa. Quân đội của Galvez đã giao chiến và đánh bại người Anh trong các trận chiến tại Manchac và Baton Rouge, Louisiana, Natchez, Mississippi, Mobile, Alabama và Pensacola, Florida. Mất Mobile và Pensacola khiến người Anh không còn căn cứ dọc theo Bờ biển vùng vịnh. Năm 1782, các lực lượng dưới sự chỉ huy chung của Galvez đã chiếm được căn cứ hải quân Anh tại Nassau trên đảo New Providence ở Bahamas. Galvez tức giận vì chiến dịch đã tiến hành chống lại lệnh hủy bỏ của anh ta, và ra lệnh bắt giữ và tống giam Francisco de Miranda, aide-de-camp của Juan Manuel Cajigal, chỉ huy của Cuộc hành trình. Miranda sau đó đã gán cho hành động này về phía Galvez để ghen tị với thành công của Cajigal.
Trong lần thứ hai Hiệp ước Paris (1783), kết thúc cuộc Cách mạng Hoa Kỳ, Vương quốc Anh đã trả lại quyền kiểm soát Florida trở lại Tây Ban Nha để đổi lấy Bahamas. Tây Ban Nha sau đó đã kiểm soát sông Mississippi ở phía nam 32°30' vĩ độ bắc, và, trong cái được gọi là Âm mưu Tây Ban Nha, hy vọng sẽ giành được quyền kiểm soát lớn hơn đối với Louisiana và toàn bộ phía tây. Những hy vọng này đã chấm dứt khi Tây Ban Nha bị áp lực ký Hiệp ước Pinckney vào năm 1795. Pháp tái chiếm Louisiana từ Tây Ban Nha trong bí mật Hiệp ước San Ildefonso vào năm 1800. Hoa Kỳ đã mua lãnh thổ từ Pháp trong Vụ mua Louisiana năm 1803.
Tây Ban Nha mới tuyên bố toàn bộ bờ biển phía tây Bắc Mỹ và do đó coi hoạt động buôn bán lông thú của Nga ở Alaska, bắt đầu từ giữa đến cuối thế kỷ 18, một sự xâm lấn và đe dọa. Tương tự như vậy, việc thám hiểm bờ biển phía tây bắc của Thuyền trưởng James Cook của Hải quân Anh và các hoạt động buôn bán lông thú sau đó của các tàu Anh được coi là một sự xâm lấn vào lãnh thổ Tây Ban Nha. Để bảo vệ và củng cố yêu sách của mình, New Spain đã gửi một số các cuộc thám hiểm đến Tây Bắc Thái Bình Dương trong khoảng từ 1774 đến 1793. Năm 1789, một tiền đồn hải quân được gọi là Santa Cruz de Nuca (hoặc gọi tắt là Nuca) được thành lập tại Vịnh Friendly trong Nootka Sound (nay là Yuquot), Đảo Vancouver. Nó được bảo vệ bởi pháo pin mặt đất được gọi là Pháo đài San Miguel. Santa Cruz de Nuca là cơ sở cực bắc của Tân Tây Ban Nha. Đây là thuộc địa châu Âu đầu tiên ở nơi hiện là tỉnh British Columbia và là khu định cư Tây Ban Nha duy nhất tại nơi hiện là Canada. Santa Cruz de Nuca vẫn nằm dưới sự kiểm soát của Tân Tây Ban Nha cho đến năm 1795, khi nó bị bỏ rơi theo các điều khoản của Công ước Nootka thứ ba. Một tiền đồn khác, dự định thay thế Santa Cruz de Nuca, được xây dựng một phần tại Vịnh Neah ở phía nam của Eo biển Juan de Fuca ở nơi hiện là tiểu bang Washington. Vịnh Neah được gọi là Bahía de Núñez Gaona ở Tân Tây Ban Nha, và tiền đồn ở đó được gọi là "Fuca". Nó đã bị bỏ hoang, hoàn thành một phần vào năm 1792. Nhân viên, gia súc, đại bác và đạn dược của nó đã được chuyển đến Nuca.
Năm 1789, tại Santa Cruz de Nuca, một cuộc xung đột đã xảy ra giữa sĩ quan hải quân Tây Ban Nha Esteban José Martínez và thương nhân người Anh James Colnett, gây ra Nootka Crisis, đã phát triển thành sự cố quốc tế và mối đe dọa chiến tranh giữa Anh và Tây Ban Nha. Công ước Nootka đầu tiên đã ngăn chặn chiến tranh nhưng vẫn còn nhiều vấn đề cụ thể chưa được giải quyết. Cả hai bên đã tìm cách xác định một ranh giới phía bắc cho Tân Tây Ban Nha. Tại Nootka Sound, đại diện ngoại giao của Tân Tây Ban Nha, Juan Francisco de la Bodega y Quadra, đã đề xuất một ranh giới tại eo biển Juan de Fuca, nhưng đại diện của Anh, George Vancouver từ chối chấp nhận bất kỳ ranh giới nào phía bắc San Francisco. Không có thỏa thuận nào có thể đạt được và ranh giới phía bắc của New Tây Ban Nha vẫn chưa được xác định cho đến khi Hiệp ước Adams–Onís với Hoa Kỳ (1819). Hiệp ước đó cũng đã nhượng lại Florida cho Hoa Kỳ.

## Kết thúc
Hiệp ước San Ildefonso thứ ba đã nhượng lại cho Pháp lãnh thổ rộng lớn mà Napoléon sau đó được bán cho Hoa Kỳ vào năm 1803, được gọi là Vụ mua Louisiana. Hoa Kỳ đã thu được Florida thuộc Tây Ban Nha vào năm 1819 trong Hiệp ước Adams–Onís. Hiệp ước đó cũng xác định một biên giới phía bắc cho Tân Tây Ban Nha, ở phía bắc 42 (hiện là ranh giới phía bắc của các tiểu bang Hoa Kỳ California, Nevada và Utah).
Vào năm 1821 Tuyên ngôn độc lập Đế quốc México, cả México và Trung Mỹ đều tuyên bố độc lập sau ba thế kỷ cai trị của Tây Ban Nha và thành lập Đệ nhất Đế quốc México, mặc dù Trung Mỹ đã nhanh chóng từ chối liên minh. Sau khi linh mục Miguel Hidalgo y Costilla năm 1810 Grito de Dolores (kêu gọi độc lập), quân đội nổi dậy bắt đầu một cuộc chiến kéo dài mười một năm. Lúc đầu, lớp Crioche đã chiến đấu chống lại phiến quân. Nhưng vào năm 1820, một cuộc đảo chính quân sự ở Tây Ban Nha đã buộc Fernando VII phải chấp nhận quyền lực của tự do Hiến pháp Tây Ban Nha. Bóng ma của chủ nghĩa tự do có thể làm suy yếu uy quyền và quyền tự trị của Giáo hội Công giáo Roma đã khiến hệ thống cấp bậc của Giáo hội ở New Tây Ban Nha nhìn độc lập ở một khía cạnh khác. Trong một quốc gia độc lập, Giáo hội dự đoán sẽ giữ được quyền lực của mình. Sĩ quan quân đội Hoàng gia Agustín de Iturbide đề nghị hợp nhất với quân nổi dậy mà anh ta đã chiến đấu, và có được liên minh của Vicente Guerrero, lãnh đạo phe nổi dậy ở một khu vực hiện mang tên ông. Chính phủ hoàng gia sụp đổ ở New Tây Ban Nha và Quân đội ba người được bảo đảm đã diễu hành chiến thắng vào Thành phố México năm 1821.
Đế quốc México đã trao vương miện cho Fernando VII hoặc cho một thành viên của hoàng gia Tây Ban Nha mà ông sẽ chỉ định. Sau khi từ chối chế độ quân chủ Tây Ban Nha công nhận nền độc lập của Mexico, ejército Trigarante (Quân đội của ba bảo lãnh), do Agustín de Iturbide và Vicente Guerrero, cắt đứt mọi quan hệ chính trị và kinh tế với Tây Ban Nha và trao vương thất cho Iturbide là hoàng đế Agustín của México. Trung Mỹ ban đầu được dự định là một phần của Đế quốc Mexico; nhưng nó đã được bảo tồn một cách hòa bình vào năm 1823, tạo thành Các tỉnh của Trung Mỹ theo Hiến pháp năm 1824.
Điều này chỉ còn lại Cuba và Puerto Rico trong Tây Ấn Tây Ban Nha và Đông Ấn Tây Ban Nha trong Đế quốc Tây Ban Nha; cho đến khi họ thua Hoa Kỳ trong Chiến tranh Mỹ-Tây Ban Nha (1898).

## Văn hóa

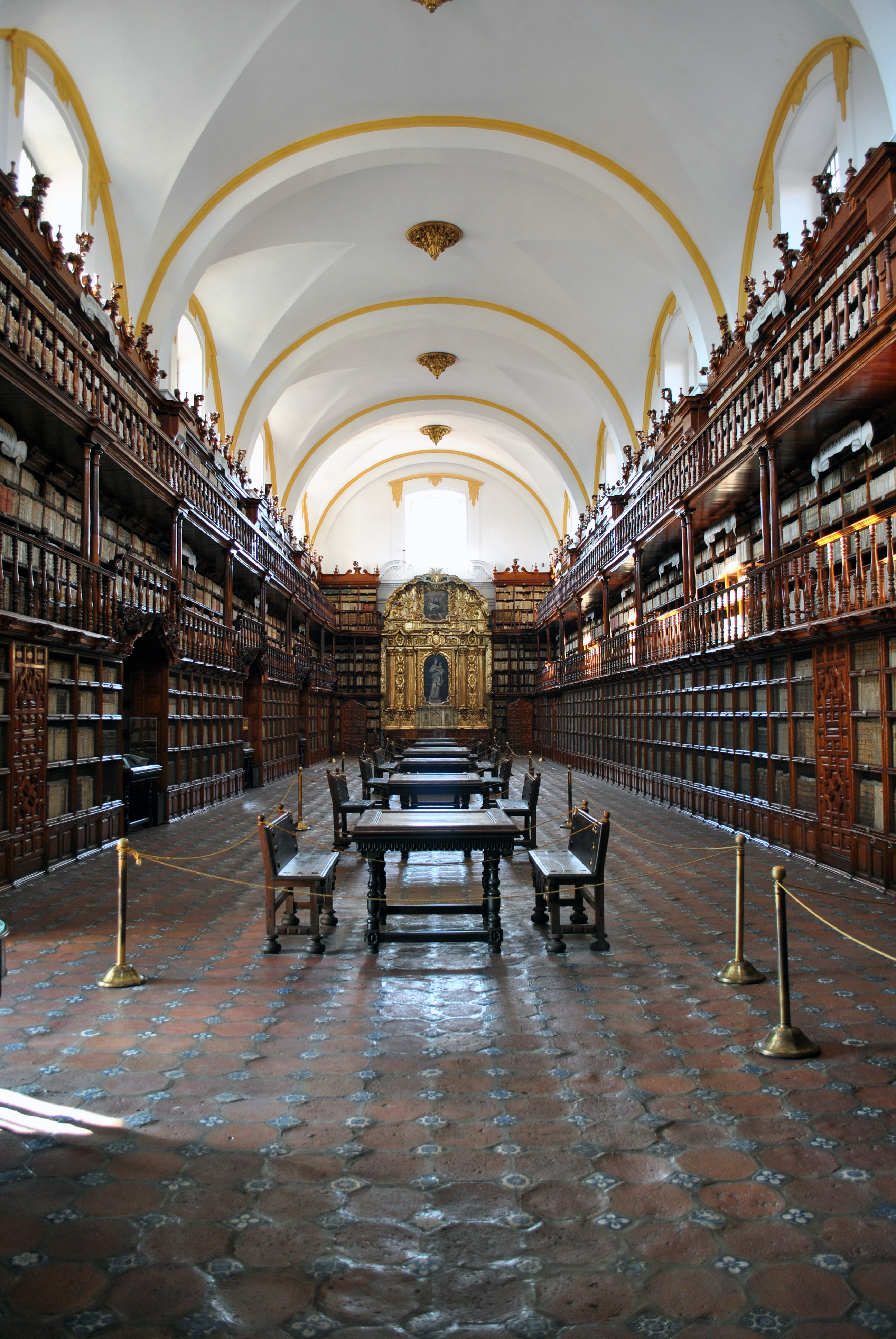
Thư viện Palafoxiana của Puebla.

Thư viện học thuật đầu tiên của Mỹ, Thư viện Nhà thờ Chính tòa, được thành lập tại thành phố México năm 1534. Thư viện công cộng đầu tiên của châu Mỹ, [[{{{1}}}]], được phân loại trong Ký ức về ghi danh thế giới của UNESCO, được thành lập tại Tân Tây ban Nha, đến Puebla, năm 1646. Nhà in đầu tiên tại Tân Thế giới, chi nhánh của xưởng [[{{{1}}}]] tại Seville, được thành lập tại thành phố México, tại Casa de las Campanas, bởi nhà văn Bologna Giovanni Paoli (được đổi tên thành Juan Pablos trong tiếng Tây Ban Nha), năm 1539, và cùng năm đó lần đầu tiên được in ở đó cuốn sách của lục địa Mỹ.
Trường đại học đầu tiên Tân Tây Ban Nha, (la Real y Pontifica Universidad de México), sau này trở thành Đại học Tự trị Quốc gia México (UNAM), được thành lập tại thành phố México trong sự phụ thuộc của Luís de Velasco, trên sắc lệnh hoàng gia của hoàng tử Felipe II, vào ngày 21 tháng 9 naem 1551 các khóa học đã được khánh thành ở đó vào ngày 25 tháng 1 năm 1553.

## Các quốc gia
Các quốc gia hiện nay từng là một phần của Tân Tây Ban Nha:
- Bahamas
- Belize
- Canada
- Quần đảo Cayman
- Costa Rica
- Cuba
- Cộng hòa Dominica
- Puerto Rico (Hoa Kỳ)
- El Salvador
- Micronesia
- Guam
- Guatemala
- Haiti
- Honduras
- Jamaica
- México
- Nicaragua
- Quần đảo Bắc Mariana
- Palau
- Philippines
- Đài Loan
- Trinidad và Tobago
- Hoa Kỳ
- Venezuela